# Кажанов, Юрий Васильевич

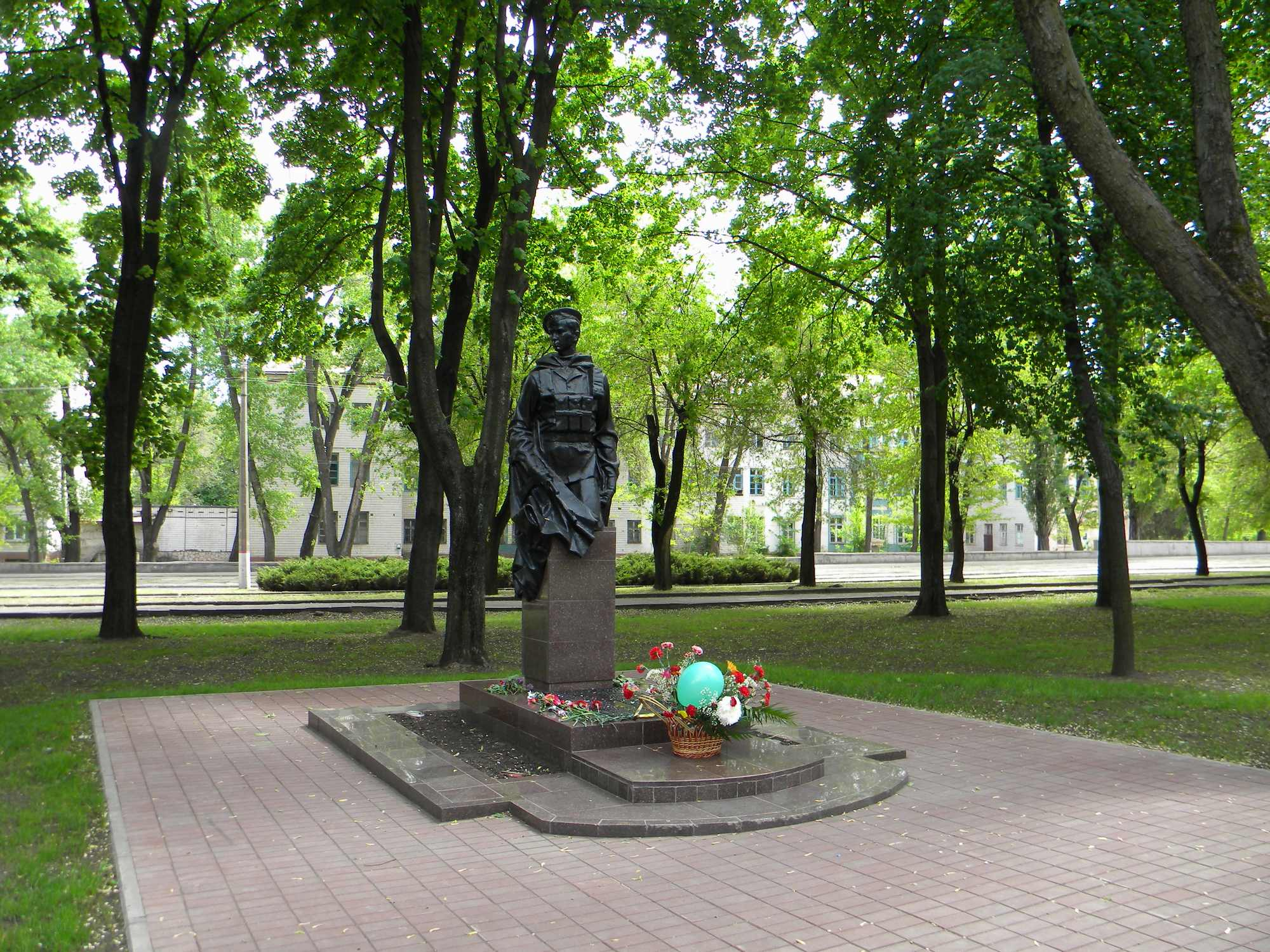
Имя на памятнике воинам-интернационалистам на Дзержинке (Кривой Рог)

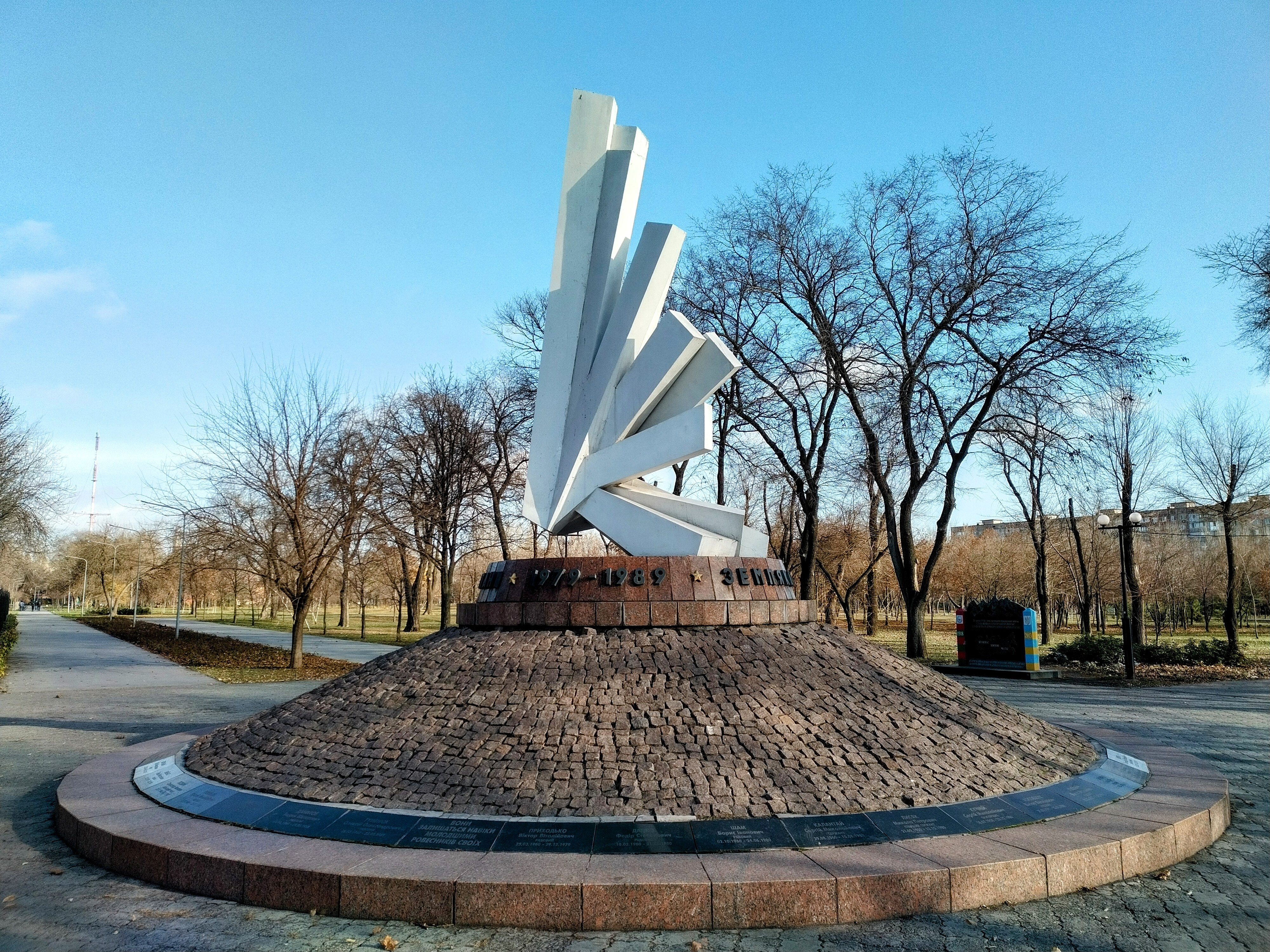
Имя на памятнике воинам-интернационалистам в Юбилейном парке (Кривой Рог)

Кажанов Юрий Васильевич (15 октября 1962, Ингулец, Днепропетровская область — 27 июля 1982, Афганистан) — советский военнослужащий, рядовой, сапёр-разведчик десантно-штурмовой группы погранвойск, участник Афганской войны.

## Биография
Родился 15 октября 1962 года в городе Ингулец (ныне в черте города Кривой Рог) Криворожского района Днепропетровской области УССР в рабочей семье.
Член ВЛКСМ. Окончил СПТУ № 44 в Кривом Роге, работал водителем и автослесарем на Ингулецком горно-обогатительном комбинате. 
27 октября 1980 года призван в Вооружённые силы СССР Ингулецким районным военным комиссариатом Кривого Рога. В декабре 1980 года в звании рядового направлен в состав ограниченного контингента советских войск в Афганистане, служил сапёром-разведчиком десантно-штурмовой группы пограничных войск КГБ СССР. Участвовал в боевых операциях, проявлял себя храбрым и умелым воином.
27 июля 1982 года десантировавшаяся группа пограничников попала под интенсивный обстрел противника с господствующих высот. В ходе этого боя погиб.
Похоронен в Кривом Роге на аллее славы кладбища «Визирка» (могила 10).

## Награды
- Орден Красной Звезды (посмертно)[1][2].

## Память
- Имя на памятнике воинам-интернационалистам Днепропетровщины, погибшим в Афганистане (Днепр)[4];
- Имя на памятнике воинам-интернационалистам на Дзержинке (Кривой Рог);
- Имя на памятнике воинам-интернационалистам в Юбилейном парке (Кривой Рог);
- Имя на памятнике воинам-интернационалистам на Ингульце (Кривой Рог);
- Именем была названа улица в Ингулецком районе (Кривой Рог);
- Памятная плита, установленная в 1987 году на фасаде дома № 30 по улице Неделина в Ингулецком районе (Кривой Рог)[5].